# قسم اسفندار الريفي (مقاطعة أبركوه)
قسم اسفندار الريفي (بالفارسية: اسفندار) هي منطقة سكنية تقع في إيران في Bahman District. يقدر عدد سكانها بـ 3,824 نسمة .